# Brembo
Brembo S.p.A. er en italiensk underleverandør til bilindustrien. De producerer bremsesystemer til især biler og motorcykler. Deres hovedkvarter er i Curno, Bergamo.
Brembo blev etableret i Paladina, Bergamo 11. januar 1961 af Emilio Bombassei og Italo Breda (henholdsvis far og onkel til den nuværende formand Alberto Bombassei).